# Marco Bianchini
Marco Bianchini (Arezzo, Italia, 19 de junio de 1958) es un historietista italiano.

## Biografía
Debutó en 1979, realizando los lápices de algunas historias de Giovanni Romanini, editadas por la Edifumetto de Renzo Barbieri. En 1982, tras algunos trabajos para la revista Boy Music de Rizzoli, fue contactado por Tiziano Sclavi para que fuera el creador gráfico de su personaje Kerry il Trapper, editado por la editorial Araldo (la actual Bonelli). Al mismo tiempo realizó Cap Gemma para la revista Fox Trott. En 1985 entró en el equipo de Mister No, del que se convertirá en uno de los autores principales. Tras el cierre de esta serie, dibujó una historia de Tex, realizada junto a Marco Santucci, con guion de Mauro Boselli.
En 2011 trabajó para Dylan Dog, sobre textos de Giovanni Gualdoni. En 2015 realizó Fattore Z de la serie Le Storie, también con guion de Gualdoni. A partir de 2013 se dedicó también al mercado francés, publicando dos álbumes de la editorial Quadrant (Francois Sans Non vol. 1 y 2), con textos de Runberg/Ricard. Como guionista creó la serie Termite Bianca, con dibujos de Patrizio Evangelisti, editada por Pavesio, que ha sido traducida al francés y neerlandés. En 1990 fundó la segunda sede de la "Scuola Internazionale di Comics" en Florencia, de la que es director artístico desde 1992.